# Gouvernement Geórgios Papandréou I
Pour les articles homonymes, voir gouvernement Papandréou.
Royaume de Grèce
Gouvernement Venizélos Gouvernement Plastíras
Le gouvernement Geórgios Papandréou I est un gouvernement grec, dirigé par Geórgios Papandréou du 26 avril 1944 au 3 janvier 1945.